# Парламентські вибори у Словаччині 2023
Парламентські вибори у Словаччині 2023 — 9-ті за рахунком вибори до словацького парламенту в історії незалежної Словаччини, і водночас четверті позачергові вибори. Відбудуться в суботу 30 вересня 2023 року. Чергові вибори відбулися б в кінці чотирирічного терміну повноважень парламенту в лютому або березні 2024 року. У минулому виборчий період закінчувався достроково в 1994, 2006 і 2012 роках.

## Передісторія
Перед попередніми виборами Словаччина пережила період політичної турбулентності, спровокований вбивством журналіста-розслідувача Яна Куцяка та його нареченої Мартіни Кушнірової у 2018 році. Інцидент призвів до масових протестів і відставки тодішнього прем’єр-міністра Роберта Фіцо.
Самі вибори виграв рух Звичайні люди та незалежні особистості (OĽaNO) на чолі з Ігорем Матовичем. Партія стала переможцем, набравши понад чверть голосів виборців, що отримало 53 місця в 150-місній Національній раді. OĽaNO сформувало коаліційний уряд з кількома іншими партіями, поклавши край довготривалому домінуванню партії "Курс — соціальна демократія" (SMER–SD).

## Основні сили
| Партія | Партія | Партія     | Ідеологія | Лідер            | Результат у 2020        |
| ------ | --- | ---------- | --- | ---------------- | ----------------------- |
|        | Звичайні люди та незалежні особистості-НОВА-Для народу Obyčajní Ľudia a nezávislé osobnosti- Nova - Za ľudí | OĽaNO-NOVA | Центризм і правоцентризм Боротьба з корупцією, антисистема, популізм, консерватизм, християнська демократія                         | Ігор Матович     | 25,02% голосів 53 місця |
|        | Звичайні люди та незалежні особистості-НОВА-Для народу Obyčajní Ľudia a nezávislé osobnosti- Nova - Za ľudí | ZL         | Центризм і правоцентризм Центризм, пан'європеїзм                                                                                    | Андрей Кіска     | 5,77 % голосів 12 місць |
|        | Курс — соціальна демократія Smer – slovenská sociálna demokracia                                            | SMER-SSD   | Універсальна партія Соціал-демократія, лівий націоналізм, націонал-популізм, антисистема, соціальний консерватизм, євроскептицизм   | Роберт Фіцо      | 18,29% голосів 38 місць |
|        | Ми — родина Sme Rodina                                                                                      | SR         | Праві і ультраправі Правий популізм, націонал-консерватизм, опозиція імміграції                                                     | Борис Коллар     | 8,24 % голосів 17 місць |
|        | Котлеба — Народна партія Наша Словаччина Ľudová strana Naše Slovensko                                       | ĽSNS       | Ультраправі Неофашизм, ультранаціоналізм, реакціонізм, антисистема, популізм, євроскептицизм, русофільство, соціальний консерватизм | Маріан Котлеба   | 7,97 % голосів 17 місць |
|        | Прогресивна Словаччина Progresívne Slovensko                                                                | PS         | Центризм і лівоцентризм Соціал-лібералізм, прогресивізм, пан'європеїзм                                                              | Михал Шимечка    | 6,96 % голосів 0 місць  |
|        | Демократи Demokrati                                                                                         | D          | Центризм і правоцентризм Ліберальний консерватизм, лібералізм, пан'європеїзм                                                        | Едуард Геґер     | 6,96 % голосів 0 місць  |
|        | Свобода і солідарність Sloboda a Solidarita                                                                 | SASKA      | Правоцентризм Лібералізм, лібертаріанство, прогресивізм, євроскептицизм                                                             | Ріхард Сулик     | 6,22 % голосів 13 місць |
|        | Християнсько-демократичний рух Kresťanskodemokratické hnutie                                                | KDH        | Правоцентризм і праві Християнська демократія, соціальний консерватизм, пан'європеїзм                                               | Мілан Маєрський  | 4,65 % голосів 0 місць  |
|        | Партія угорської спільноти Magyar Közösségi Összefogás Maďarská komunitná spolupatričnosť                   | MKÖ-MKS    | Правоцентризм Захист угорської меншини, ліберальний консерватизм                                                                    | Крістіан Форро   | 3,90 % голосів 0 місць  |
|        | Словацька національна партія Slovenská národná strana                                                       | SNS        | Праві і ультраправі Словацький націоналізм, націонал-консерватизм, економічний націоналізм                                          | Андрей Данко     | 3,16 % голосів 0 місць  |
|        | Міст Most–Híd                                                                                               | MH         | Центризм і правоцентризм Захист угорської меншини, ліберальний консерватизм                                                         | Ласло Шоймош     | 2,05 % голосів 0 місць  |
|        | ГОЛОС – соціал-демократія HLAS – sociálna demokracia                                                        | HLAS-SD    | Універсальна партія Соціал-демократія, пан'європеїзм                                                                                | Петер Пеллеґріні | Відкололись від Курс    |
|        | РЕСПУБЛІКА Republika                                                                                        | Rep        | Праві і ультраправі Націоналізм, антисистема, соціальний консерватизм, євроскептицизм                                               | Мілан Угрік      | Відкололись від L'SNS   |